# Gabiria
Gabiria é um município da Espanha na província de Guipúscoa, comunidade autónoma do País Basco, de área 14,88 km² com população de 420 habitantes (2004) e densidade populacional de 28,48 hab/km².

## Demografia
| Variação demográfica do município entre 1991 e 2004 | Variação demográfica do município entre 1991 e 2004 | Variação demográfica do município entre 1991 e 2004 | Variação demográfica do município entre 1991 e 2004 |
| --------------------------------------------------- | --------------------------------------------------- | --------------------------------------------------- | --------------------------------------------------- |
| 1991                                                | 1996                                                | 2001                                                | 2004                                                |
| 432                                                 | 428                                                 | 422                                                 | 419                                                 |